# Van de Velde
Velde, van Velde, van de Velde, Van de Velde, van der Velde, Vandevelde, Vandervelde, Vande Velde oder te Velde ist ein niederländischer Familienname.

## Namensträger
- Adriaen van de Velde (1636–1672), niederländischer Maler
- Arno Van de Velde (* 1995), belgischer Volleyballspieler
- Bernice van de Velde (* 1991), niederländische Tennisspielerin
- Bram van Velde (1895–1981), niederländischer Maler
- Carl Franz van der Velde (1779–1824), deutscher Richter und Dichter
- Charles van de Velde (1818–1898), niederländischer Kapitän
- Chloé Vande Velde (* 1997), belgische Fußballspielerin
- Chris VandeVelde (* 1987), US-amerikanischer Eishockeyspieler
- Christian Vande Velde (* 1976), US-amerikanischer Radrennfahrer
- Cornelius van den Velde (1670–1731), deutscher Rechtswissenschaftler und Hochschullehrer
- Émile Vandervelde (1866–1938), belgischer Politiker
- Esaias van de Velde (1590–1630), niederländischer Maler
- Florenz von dem Velde (1643–1714), Abt von Corvey
- Geer van Velde (1898–1977), niederländischer Maler
- Gerard van Velde (* 1971), niederländischer Eisschnellläufer
- Harold Himmel Velde (1910–1985), US-amerikanischer Politiker
- Heinrich Velde (1827–1905), deutscher Architekt und Baubeamter
- Hennie van der Velde (* 1944), niederländischer Shorttracker
- Henry van de Velde (1863–1957), belgischer Architekt und Gestalter
- Herman te Velde (1932–2019), niederländischer Ägyptologe
- Jacob van den Velde (1676–1737), deutscher Mediziner und Hochschullehrer
- James Oliver Van de Velde (1795–1855), flämischstämmiger römisch-katholischer Geistlicher in den Vereinigten Staaten
- Jan van de Velde I (Jan van den Velde; 1569–1623), niederländischer Maler und Kupferstecher
- Jan van de Velde II (1593–1641), niederländischer Maler und Kupferstecher
- Jan van de Velde III, niederländischer Maler
- Jan Hendrik op den Velde (1901–1944), niederländischer Widerstandskämpfer
- Jean Van de Velde (* 1966), französischer Golfspieler
- Jean van de Velde (* 1957), niederländischer Filmregisseur und -produzent
- Johan van der Velde (* 1956), niederländischer Radrennfahrer
- John Vande Velde (* 1950), US-amerikanischer Radsportler und Sportfunktionär
- Jimmy Van de Velde, französischer Musiker und Produzent
- Julie Van de Velde (* 1993), belgische Radrennfahrerin
- Jurjen van der Velde, (* 2002), niederländischer Dartspieler
- Kim van de Velde (* 1992), deutsche Volleyball- und Beachvolleyballspielerin
- Nadine Van der Velde (* 1962), kanadische Schauspielerin und Produzentin
- Nele van de Velde (1897–1965), belgische Malerin
- Paulus van dem Velde († 1529), deutscher Jurist und Ratssekretär der Hansestadt Lübeck
- Peter van der Velde (* 1967), niederländischer Shorttracker
- Philippe Vandevelde (1957–2019), belgischer Comiczeichner
- Ricardo van der Velde (* 1987), niederländischer Radrennfahrer
- Riemer van der Velde (* 1940), niederländischer Unternehmer und Fußballfunktionär
- Robbe Van de Velde (* 2002), belgischer Volleyballspieler
- Roger van de Velde (1925–1970), belgischer Journalist und Autor
- Rudi A. te Velde (* 1957), niederländischer Philosoph
- Rutger ten Velde (* 1997), niederländischer Handballspieler
- Steven van de Velde (* 1994), niederländischer Beachvolleyballspieler
- Theodoor Hendrik van de Velde (1873–1937), niederländischer Arzt
- Tim van der Velde (* 1996), deutscher Basketballspieler
- Tim Van de Velde (* 2000), belgischer Leichtathlet
- Ward Van de Velde (1930–2010), belgischer Radrennfahrer
- Willem van de Velde der Ältere (um 1611–1693), niederländischer Maler
- Willem van de Velde der Jüngere (1633–1707), niederländischer Maler
- Yannick van de Velde (* 1989), niederländischer Schauspieler